# Ricardo Cruz
Ricardo Schiesari Barreto Cruz (São Paulo, 12 de janeiro de 1982) é um vocalista e tradutor brasileiro. Na adolescência, estudou no Japão e conheceu a pedreira usada pela produtora Toei Company. É integrante do supergrupo anison JAM Project. Ele faz aparições regulares durante as turnês com a banda sempre que visita a América Latina e também aparece em vários singles do grupo começando com "GONG" e "Neppu! Shippu! Cybuster".

## História

### 1999-2005: Intercâmbio no Japão, Anime Friends e entrada no JAM Project
Aos 17 anos, fez um intercâmbio e estudou o 3º ano do Ensino Médio no Japão. Ao voltar para o Brasil, participou da organização do primeiro Anime Friends. Também trabalhou na Conrad Editora, sendo colunista da Revista Herói, para editora, traduziu o mangá Fushigi Yûgi, para a Editora JBC, traduziu o mangá B't X de Masami Kurumada.
Ricardo, por gostar tanto desse universo, se descobriu cantor, na época em que morou no Japão ao frequentar karaokês e descobrir que tinha um monte de música de tokusatsu para cantar.
Em 2003, Cruz fazia parte da organização do primeiro Anime Friends, e conseguiram trazer Hironobu Kageyama, Hiroshi Watari e Akira Kushida ao evento. Cruz, na época membro da banda Wasabi, chamou a atenção de Kageyama, líder do supergrupo JAM Project, no ano seguinte, que acabou convidando o brasileiro para enviar uma demo para participar de uma competição que elegeria o novo membro da banda. Cruz venceu a competição e, em 2005, juntou-se oficialmente ao grupo.
Na concepção da Anime Friends, fez parte da criação do Prêmio Yamato, apelidado de Oscar da Dublagem. Foi coordenador da premiação em seu primeiro ano.

### 2006-2016: Carreira solo e novos projetos

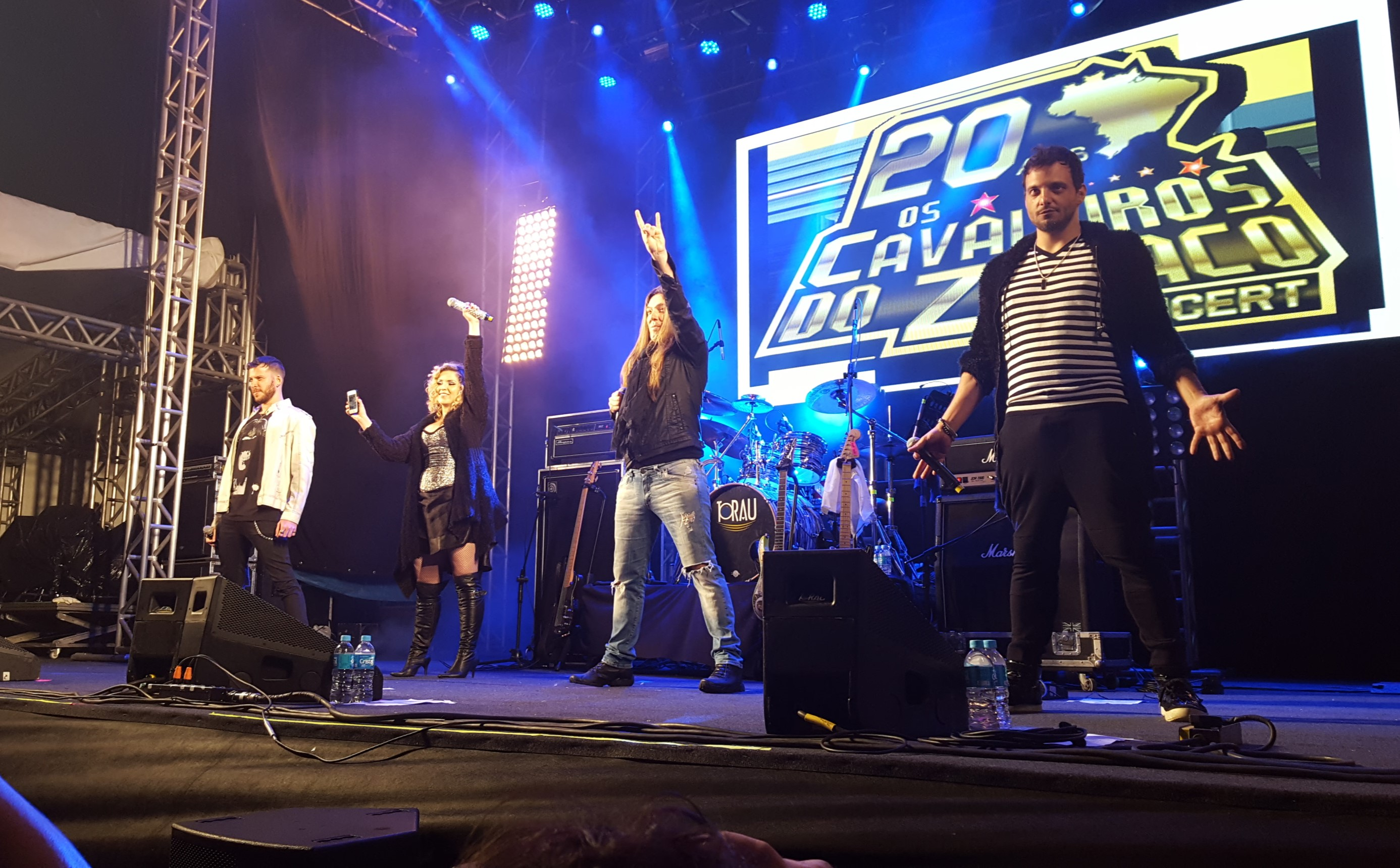
Rossi, Tassi, Falaschi e Cruz em show do Cavaleiros in Concert na Anime Friends 2016

Em 2006, Cruz gravou a versão brasileira de "Ohayou", abertura de Hunter × Hunter. No ano seguinte, foi a voz por trás da versão em português brasileiro de "Megami no Senshi ~Pegasus Forever~", abertura da Saga de Hades de Os Cavaleiros do Zodíaco, pela qual venceu o Prêmio Yamato de 2008 na categoria Melhor Trilha Sonora ou Canção Adaptada para o Português.
Em 2007, com Hironobu Kageyama, gravou a canção "Neo", música bônus para a versão japonesa do álbum Shambala, da banda Aquaria.
Em 2008, estreia na composição de letras para o JAM Project, co-escrevendo a música "Sempre Sonhando ~Yume Oibito~" com Hironobu Kageyama. No mesmo ano, canta com o grupo no Brasil pela primeira vez no Anime Friends. A dose seria repetida nas edições de 2012 e 2013.
Em 2009, gravou a música "SEM BARREIRAS ~kegarenaki jidai e~" com Kōji Wada, para seu álbum Kazakami no oka kara.
Em 2010, fez a tradução da música "HERO", do JAM Project, para a gravação que a mesma fez em português para o CD JAM Songs Another Language Ver., incluso apenas na JAM Project 10th Anniversary Complete Box.
Em 2012, compõe sua primeira música para o JAM Project,. "Waga Na wa Garo", junto com Hironobu Kageyama, para Garo: MAKAISENKI. A canção foi incluída no álbum The Monsters , e seu single chegou à 22ª posição no Oricon Singles Chart. No mesmo ano, a dupla escreve e compõe "CROSS WORLD ~Oretachi no Frontier Spirit~", canção do álbum Rock Japan, de Kageyama.
Desde então, Cruz agarra as oportunidades de compor para o supergrupo, com duas músicas de sua autoria no álbum X Cures Earth, "Mirai e no Chikai" e "Mirai e no Daikoukai ~Great voyage~", de 2014. No mesmo ano, gravou "Shouting in the Dark", faixa bônus da versão japonesa do álbum The Edge, da banda Skyrion.
Em 2015, lançou o single On the Rocks, com três faixas. Para tal, contou com a colaboração de seus parceiros de JAM Project. Hironobu Kageyama fez a narração da faixa "Killshot", e Masaaki Endoh ajudou a compor a letra de "Silent Road". Já a faixa título ganhou um videoclipe de tokusatsu com participação do ator Hiroshi Watari, que atuou em Sharivan, Jaspion e Spielvan; e o youtuber Cauê Moura. Watari interpretou o herói Cruzer, personagem criado por Cruz. O traje do herói foi usado por Gutemberg Lins, que também foi o responsável pelas coreografias.
Ainda em 2015, iniciou uma série de shows da franquia Os Cavaleiros do Zodíaco chamada Cavaleiros in Concert, ao lado de Larissa Tassi, Edu Falaschi e Rodrigo Rossi (líder da banda de heavy metal Rec/All). Também compôs "BUDDY IN SOUL" para o JAM Project, inclusa no álbum X less force. Já no ano seguinte, foi a mente por trás de letra e música da canção "Treasure in the sky", do álbum Area Z.
Desenvolveu um método de ensinar japonês, tem um curso online chamado NihonGO e dá algumas dicas no Instagram (cursonihongo).

### 2017-2025: Danger3, Anison Lab e Editora Mozu
Em 2017, participa da versão brasileira de um encerramento da série Dragon Ball Super pelo estúdio Unidub. No mesmo ano, escreveu e compôs a música "sweet SWEET home" para o JAM Project, no álbum Tokyo Dive.
Ainda em 2017, se juntou a dois cantores de anime songs brasileiros, Larissa Tassi e Rodrigo Rossi (companheiros de Cavaleiros in Concert), para formarem a banda de anime songs brasileira com o nome de Danger3 (leia-se Danger San). A estreia foi com o EP Neo Tokyo que tem três canções em português inspiradas no mangá Akira compostas por eles, lançado em 13 de julho pela gravadora Arte Entretenimento, do músico e produtor musical Renato Tribuzy, que já trabalhou com Bruce Dickinson e Michael Kiske. A banda lançou outros singles e fez a abertura e o encerramento de Saint Seiya: Soul of Gold.
Em 2018, em homenagem aos 30 anos de Jaspion no Brasil, gravou com Akira Kushida, Larissa Tassi e o arranjador Lucas Araújo, um medley com canções da trilha da série.
Cruz compôs "Seijaku no Apostle", o segundo tema de abertura do anime One Punch-Man em 2019, uma das suas várias criações com o JAM Project. Ele também participou da composição da música "Tread on Tiger's Tail", ambas inclusas no álbum Max the Max. No mesmo ano, Ricardo Cruz e Lucas Araújo criaram o projeto Anison Lab, cantando covers de temas de animes e tokusatsu, mas com novos arranjos. A dupla já fez alguns shows pelo Brasil e até mesmo na Argentina.
Em 2020, anunciou no podcast Mitsubukai que colaborou com Hiroshi Kitadani, cantor da abertura de One Piece "We Are!" para fazer uma versão acústica da mesma em seu projeto Anison Lab. No mesmo ano, se uniu a Kageyama para gravar versões acústicas em japonês e português de "Cha-La Head-Cha-La" e "Hero" para o canal do YouTube do brasileiro. Ainda em 2020, com o Danger3, gravou "Apóstolo do Silêncio", uma versão em português de "Seijaku no Apostle" lançada no CD JAM Project Foreign Language Song Collection, incluso apenas na caixa comemorativa JAM Project 20th Anniversary Complete BOX. Também compôs a música "Homeward bound", para o álbum The Age of Dragon Knights. No mesmo ano, lançou o single "Invasion Zone (Kaiju Version)", usada como tema da coleção Ikoria: Terra de Colossos do jogo Magic: The Gathering. A música foi lançada com letras em japonês e em português.

Em 2021, venceu o Prêmio Cubo de Ouro na categoria Melhor Projeto Musical Geek, pelo single e videoclipe "Startrip Ecstasy". No ano seguinte, foi indicado ao mesmo prêmio por "Sick Love."

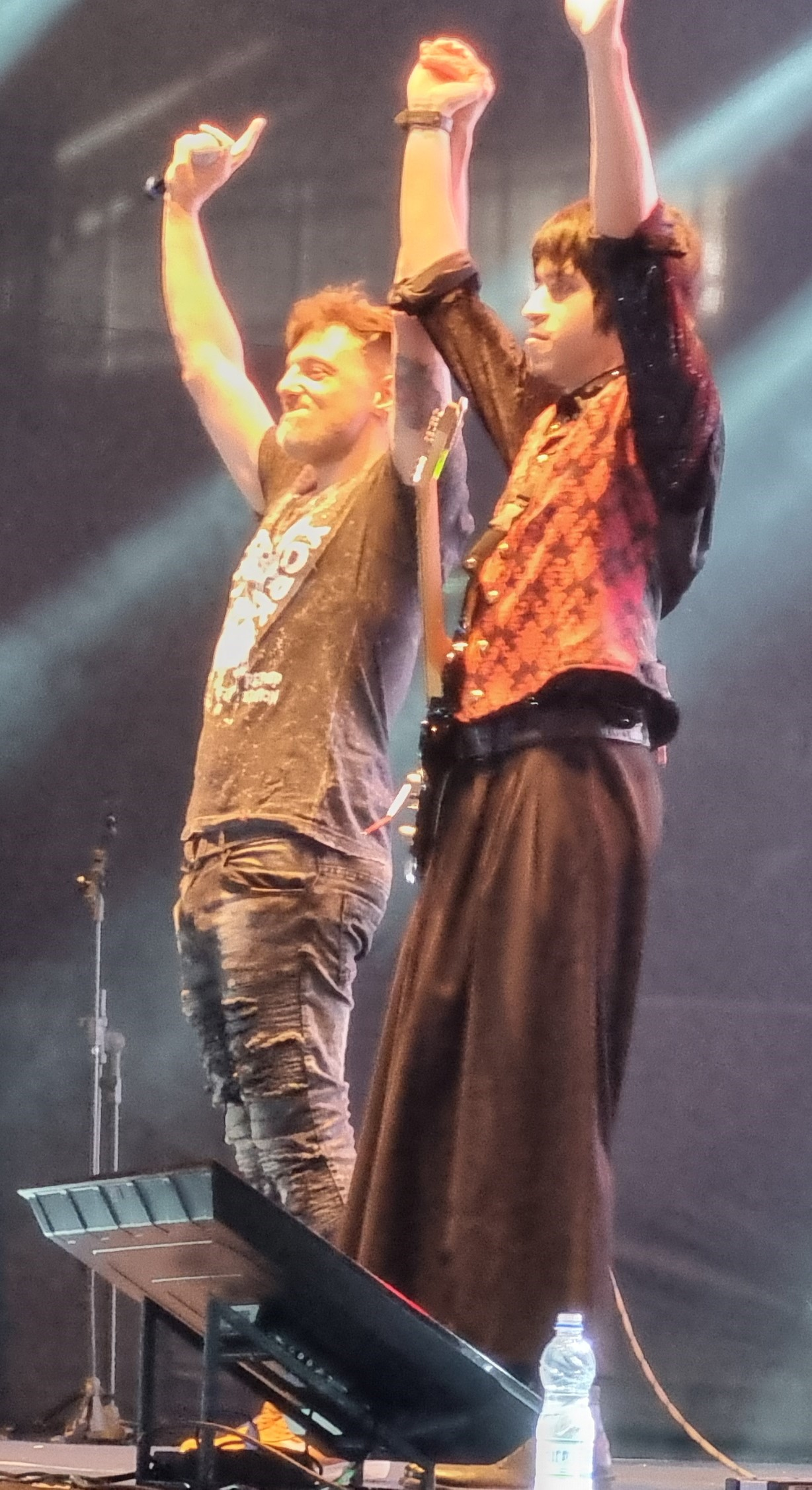
Anison Lab no Anime Summit Teaser 2024

Em 2023, juntou-se a Adriano Almeida e Ariel Wollinger para fundar a Editora Mozu. O primeiro trabalho da empresa foi realizado via Catarse. Jaspion - Guia Visual Definitivo possui 176 páginas de conteúdo sobre a série Jaspion, incluindo guia de episódios, curiosidades e entrevistas com atores como Hiroshi Watari e Kiyomi Tsukada. O projeto foi seguido por Jiraiya – Guia Visual Definitivo, também com entrevistas com atores da série original, como Takumi Tsutsui e Takumi Hashimoto.
Ainda em 2023, Cruz viajou como guia da TokuTour, uma viagem ao Japão com fãs de tokusatsu por locações famosas das séries. O próprio Hiroshi Watari esteve presente em alguns passeios. Após encerrar tais compromissos, continuou pelo país, onde participou de um show acústico de Hironobu Kageyama. Nele, a dupla cantou “Soldier Dragon – Yuusha no Michi -“, tema do Change Dragon, de Changeman. Eles também cantaram "Kokoro wa Tamago", encerramento de Jetman com Toshihide Wakamatsu e Ikko Tadano, atores da série.
No início de 2024, se apresentou com o Anison Lab no SANA, em Fortaleza; na Super-Con, em Recife, e no Anime Summit Teaser, em Brasília. Neste evento, em entrevista ao canal Geek Cultural, revelou que, na viagem ao Japão em 2023, gravou videoclipes; sendo um com Nana Kageyama, e outro de sua música "Invasion Zone". O clipe com Nana Kageyama foi lançado em dezembro, juntamente com o single, e recebeu o nome de "Enter the Trance". Cruz compôs a melodia, enquanto Nana Kageyama fez o arranjo junto com Lucas Araújo. O videoclipe foi dirigido por Wollinger, seu parceiro da Editora Mozu. Cruz também ficou responsável pela direção de arte do vídeo junto com Luciana Tolentino. Falando na editora, ainda em dezembro de 2024 anunciaram seu novo projeto, Jiraiya – Guia Visual Definitivo segue os mesmos modelos de Jaspion - Guia Visual Definitivo e a campanha foi lançada no Catarse.
Em abril do mesmo ano, Cruz se apresentou pela primeira vez na Sala São Paulo com a Orquestra Sinfônica do Estado de São Paulo em quatro noites de um especial chamado "Sinfonia de Anime". No mês seguinte, o Anison Lab faz um show próprio, fora de evento, chamado Cosmic Party, no Jai Club em São Paulo, com homenagens aos 40 anos de Machineman e 30 anos de Cavaleiros do Zodíaco no Brasil.
Ainda em 2024, foi indicado novamente ao Cubo de Ouro na categoria Melhor Projeto Musical Geek, por "Cosmic Stravaganza". Em agosto do mesmo ano, se apresenta na Anime-con, na Argentina.
2024 ainda rendeu o segundo material de Cruz em mídia física. O selo Tava Tava Rare, da Itália, lançou as versões das músicas de Spectreman feitas pelo AnisonLab em vinil.
Lançou, com o AnisonLab, um single chamado "The Ishihara Experience", que consiste de um medley de músicas de Shinichi Ishihara, com participação do próprio. Um videoclipe foi produzido para seu canal no YouTube. O trabalho ainda contou com a participação de sua colega de Danger3, Larissa Tassi.
Em 2025, fez uma parceria com Hideaki Takatori e lançaram, em seus respectivos canais do YouTube, versões de suas músicas. No canal de Cruz, a canção "Hurricanger Sanjyou" (abertura de Hurricaneger); e no de Takatori, "On the Rocks", primeiro single de Cruz. No mesmo ano, foi anunciada a volta do herói Cruzer no curta-metragem O Guardião Escarlate, com roteiro do dublê Daniel Paes, que também interpreta o vilão Chronos e protagonizado por Gutemberg Lins, ator e coreógrafo que já havia vestido o traje do herói no clipe de 2015. O ano ainda viu mais um lançamento em mídia física, com o selo Inory lançando sua versão de "Gurenge" (do anime Kimetsu no Yaiba) em disco de vinil juntamente com um cover de "Pegasus Fantasy" do cantor Rob Lundgren.
Em maio do mesmo ano, fez um show especial no House of Legends para comemorar seus 20 anos de carreira, recebendo convidados como Larissa Tassi, Moo-chan e Sayuri Hirata.
Em junho, anunciou em uma live do canal Resistência Tokusatsu que o próximo lançamento da Editora Mozu será Black Kamen Rider - Guia Visual Definitivo. No mesmo mês, lançou a canção "Kizuna no Chikai", tema oficial do jogo Changer Seven.

## Prêmios
| Ano  | Premiação     | Categoria                        | Obra                                                                               | Resultado |
| ---- | ------------- | -------------------------------- | ---------------------------------------------------------------------------------- | --------- |
| 2008 | Prêmio Yamato | Melhor Canção ou Trilha Adaptada | "Megami no Senshi ~Pegasus Forever~", de Os Cavaleiros do Zodíaco: A Saga de Hades | Venceu    |
| 2021 | Cubo de Ouro  | Melhor Projeto Musical Geek      | "Startrip Ecstasy"                                                                 | Venceu    |
| 2022 | Cubo de Ouro  | Melhor Projeto Musical Geek      | "Sick Love"                                                                        | Indicado  |
| 2024 | Cubo de Ouro  | Melhor Projeto Musical Geek      | "Cosmic Stravaganza"                                                               | Indicado  |

## Discografia

### Singles
- 2015 On the Rocks[23]
  - Contém as músicas "On the Rocks" / "Silent Road" / "Killshot"
- 2020 Invasion Zone (Kaiju Version)[42]
- 2020 Startrip Ecstasy[69]
- 2022 Sick Love[44]
- 2023 Cosmic Stravaganza[70]
- 2023 Machine Dreamer[29]
- 2024 Enter the Trance (com Nana Kageyama)[53]

### Com oDanger3
- 2017 Neo Tokyo (Single inspirado em Akira)[71]
  - Contém as músicas: "Neo Tokyo" / "Poder sem Limites" / "Terra Nova"
- 2017 Lembranças (inspirada em Kimi no Na wa.)[72]
- 2018 Space Runners, Go (de Space Runners)[73]
- 2018 Somos Heróis (de Combo Rangers: Somos Iguais)[74]
- 2018 Yume[75]
- 2020 Músicas de Saint Seiya: Soul of Gold:[76]
  - "Soldier Dream versão Alma de Ouro" (Original: Soldier Dream ver. Soul of Gold da banda Root Five)
  - "A Promessa do Amanhã" (Original: Yakusoku No Asu E, da banda Root Five)
- 2020 "Apóstolo do Silêncio" (Original: "Seijaku no Apostle", do JAM Project)[41]

### Com oAnison Lab[38]
- 2018 Ultimate Battle (Dragon Ball Super)[77]
- 2018 Fly, O Pequeno Guerreiro[78]
- 2018 Daydream Generation (Yu Yu Hakusho)[79]
- 2018 Ryusei no Senshi (Jaspion)[80]
- 2018 The Day (Boku no Hero Academia)
- 2018 Memories (One Piece)[81]
- 2018 Kurenai no Ken (Street Fighter II)[82]
- 2018 Kamen Rider Black RX[78]
- 2018 Never (Cavaleiros do Zodíaco: Prólogo do Céu)
- 2018 Sono Chi no Sadame (JoJo's Bizarre Adventure)
- 2018 The Biggest Fight (Dragon Ball GT: Final Bout)
- 2018 Red Swan feat. Nordex (Shingeki no Kyojin)
- 2018 Shining Soul (Shurato)[78]
- 2018 Asu e no Sakebi ~Cyber Heart~ (Cybercop, os Policiais do Futuro)[83]
- 2018 Daremo Shiranai Chizu De feat. Yumi Matsuzawa (Bucky)[78]
- 2018 We Are (One Piece)[84]
- 2018 Megani no Senshi ~Pegasus Forever~ (Os Cavaleiros do Zodíaco: Hades)[78]
- 2018 The Space Wolf Symphony feat. Akira Kushida e Larissa Tassi[33] (Jaspion)
- 2018 Haruka Kanata (Naruto)[78]
- 2018 Lion Man
- 2018 Departure (Hunter × Hunter)
- 2018 Go Go Power Rangers
- 2018 Melissa (Fullmetal Alchemist)
- 2018 Long Long Ago 20th Century (Kamen Rider Black)
- 2018 Bokutachi wa Tenshi Datta (Dragon Ball Z)[85]
- 2018 A Carta (Yu Yu Hakusho)[86]
- 2018 SHINOBI 88 (Jiraiya)
- 2018 Again (Fullmetal Alchemist)
- 2018 Hora da Comida (Dragon Ball Super)[78]
- 2018 Kamen Rider Kuuga[87]
- 2018 We Gotta Power feat. Projeto Remake (Dragon Ball Z)[88]
- 2018 Zankoku na Tenshi no Teeze (Neon Genesis Evangelion)
- 2019 Change the World (InuYasha)[78]
- 2019 Driver’s High (Great Teacher Onizuka)
- 2019 Blue Bird (Naruto Shippuden)
- 2019 Journey Through the Decade (Kamen Rider Decade)
- 2019 The Real Folk Blues (Cowboy Bebop)
- 2019 Kyuukyuu Sentai Go Go Give
- 2019 Tokkei Winspector
- 2019 Kaze Fuiteru (Street Fighter II V)
- 2019 Uchuu Keiji Sharivan
- 2019 Ai wo Torimodose! (Hokuto no Ken)
- 2019 Guerreiras Mágicas/Yuzurenai Negai feat. Larissa Tassi (Guerreiras Mágicas de Rayearth)
- 2019 Justiφ's (Kamen Rider Faizu)
- 2019 Kamen Rider Agito
- 2019 Limit Break x Survivor feat. Rodrigo Rossi (Dragon Ball Super)
- 2019 Butterfly (Digimon Adventure)
- 2019 Winners Forever (V Gundam)
- 2019 Shonen Yo (Kamen Rider Hibiki)
- 2019 Sajin no Meizu (Shurato)
- 2019 Alive a Life (Kamen Rider Ryuki)
- 2019 Mezase Tenka Ichi (Dragon Ball)
- 2019 Guren (Naruto)
- 2019 Ultramen Leo
- 2019 Sign (Naruto Shippuden)
- 2019 Ai ga Tomaranai (Kamen Rider ZO)
- 2019 Sobakasu (Samurai X)
- 2019 Kyoushoku Soukou Guyver
- 2019 Gurenge (Kimetsu no Yaiba)[65]
- 2019 Catch You Catch Me (Sakura Card Captors)
- 2019 D-TecnoLife (Bleach)
- 2019 Cavaleiros do Zodíaco
- 2019 Take Me Higher (Ultraman Tiga)
- 2019 Black Rover (Black Clover)
- 2019 Speed Racer
- 2019 Unbalance na Kiss wo Shite (Yu Yu Hakusho)
- 2019 Comando Estelar Flashman
- 2019 Hitori Hanai (Dragon Ball GT)
- 2019 Elements (Kamen Rider Blade)
- 2019 The World (Death Note)
- 2019 Moonlight Densetsu (Sailor Moon)
- 2019 Seiun Kamen Machineman
- 2019 Illusion (El-Hazard)
- 2019 Kamen Rider Black[89]
- 2020 Good Morning World (Dr. Stone)
- 2020 Time Limit (Metalder)
- 2020 Over Soul (Shaman King)
- 2020 Fukai Mori (InuYasha)
- 2020 Jiraiya
- 2020 Space Wolf Jaspion
- 2020 Fighting Gold ft. MigMusic (JoJo's Bizarre Adventure)
- 2020 1/3 Junjou na Kanjou (Samurai X)
- 2020 Hero/Herói feat. Hironobu Kageyama[40]
- 2020 Love Dramatic (Kaguya-sama: Love Is War)
- 2020 Makka Fushigi Adventure feat. Appolo Moreira, Fernando Molinari (Dragon Ball)
- 2020 Black Kamen Rider (Tema oficial 2020)
- 2020 We Are feat. Hiroshi Kitadani (One Piece)[39]
- 2020 Kimi Ga Suki Dato Sakebitai (Slam Dunk)
- 2020 Madan Senki Ryukendo[90]
- 2021 Hohoemi no Bakudan (Yu Yu Hakusho)
- 2021 The Great Pretender (Great Pretender)
- 2021 Hikari E (One Piece)
- 2021 Welcome to Chaos (Dorohedoro)
- 2021 Be the One (Kamen Rider Build)[91]
- 2021 Neppuu Yarou Jaspion[92]
- 2021 Yes, I Will (Fushigi no Umi no Nadia)
- 2021 Heart of Sword (Samurai X)
- 2021 Spark! Sharivan (acoustic version)
- 2021 Ai Senshi (Mobile Suit Gundam)
- 2021 Ultraman Gaia
- 2021 Kidou Keiji Jiban
- 2021 Baka Mitai (Yakuza 0)
- 2021 Sayonara Bye Bye (Yu Yu Hakusho)
- 2021 Ginga no Ouja GINGAIOH (Gingaman)
- 2021 Blue Forever (Os Cavaleiros do Zodíaco)
- 2021 Secret KAKURANGER (Ninja Sentai Kakuranger)
- 2021 Spectreman Theme / Spetreman Go Go![59]
- 2021 Ginga no Tarzan – Blues Home Edition (Jaspion)
- 2021 Tank! (Cowboy Bebop) / Lupin III no Theme (Lupin III)
- 2021 Heart wa Hibana sa, Flashman
- 2022 Plastic Love (de Mariya Takeuchi)
- 2022 Brave Heart (Digimon Adventure)
- 2022 Zankyou Sanka (Kimetsu no Yaiba)
- 2022 Tokkyuu Shirei Solbrain feat Luigi Carneiro & Hans Zeh[93]
- 2022 Two Wings (Xenogears)
- 2022 Get Along (Slayers)
- 2022 Nijiiro Crystal Sky (Ohranger)
- 2022 Kokoro no Chizu (One Piece)
- 2022 Daddy! Daddy! Do! (Kaguya-sama: Love Is War)
- 2022 Shooting Star (Cybercop, os Policiais do Futuro)
- 2022 Shinjidai feat. Moo (One Piece Film: Red)
- 2023 Gyakkou feat. Moo-chan (One Piece Film: Red)
- 2023 O Tempo feat Luigi Carneiro & Hans Zeh (Yu Yu Hakusho)
- 2023 Round ZERO ~Blade Brave~ (Kamen Rider Blade)
- 2023 Powerful Fighter Jaspion
- 2024 My Dear feat. Yumi Matsuzawa (Os Cavaleiros do Zodíaco: A Saga de Hades)[94]
- 2024 Tokusou Exceedraft
- 2024 The Biggest Dreamer (Digimon Tamers)
- 2024 The Ishihara Experience feat. Shinichi Ishihara e Larissa Tassi[61]
- 2025 Chouwakusei Sentou Bokan DAILEON
- 2025 Hurricanger Sanjyou e On the Rocks (com Hideaki Takatori)
- 2025 Gurenge (acoustic version)
- 2025 Hikaru Kaze (Jiraiya)
- 2025 Daybreak's Bell (Gundam 00)

### Outros lançamentos
- 2007 "Neo", faixa bônus da versão japonesa do álbum Shambala, da banda Aquaria, com Hironobu Kageyama[10]
- 2009 "SEM BARREIRAS ～kegarenaki jidai e～", com Kōji Wada[15]
- 2014 "Shouting in the Dark", faixa bônus da versão japonesa do álbum The Edge, da banda Skyrion[21]
- 2015 Abertura de Magma, projeto de animação brasileiro[95]
- 2022 "Super Macakids"[96]
- 2025 "Kizuna no Chikai", do jogo Changer Seven[68]